# Brede Å
Brede Å este o arie protejată (arie specială de conservare — SAC, sit de importanță comunitară — SCI) din Danemarca întinsă pe o suprafață de 36 ha, integral pe uscat.

## Localizare
Centrul sitului Brede Å este situat la coordonatele 0°N 0°E / 0°N 0°E.

## Înființare
Situl Brede Å a fost declarat sit de importanță comunitară în septembrie 2004 pentru a proteja 3 specii de animale. Situl a fost protejat și ca arie specială de conservare în decembrie 2011.

## Biodiversitate
Situată în ecoregiunea atlantică, aria protejată conține 1 habitat natural: Cursuri de apă de la nivel de câmpie la nivel montan, cu vegetație Ranunculion fluitantis și Callitricho-Batrachion.
La baza desemnării sitului se află mai multe specii protejate de  pești (3): Coregonus oxyrhynchus, Lampetra fluviatilis, cicar (Lampetra planeri).